# Tänndalssjön
Tänndalssjön är en sjö i Härjedalens kommun i Härjedalen och ingår i Ljusnans huvudavrinningsområde. Sjön är 36 meter djup, har en yta på 1,59 kvadratkilometer och befinner sig 717,1 meter över havet. Sjön avvattnas av vattendraget Tännån.

## Delavrinningsområde
Tänndalssjön ingår i det delavrinningsområde (694068-132245) som SMHI kallar för Utloppet av Tänndalssjön. Medelhöjden är 801 meter över havet och ytan är 12,38 kvadratkilometer. Räknas de 27 avrinningsområdena uppströms in blir den ackumulerade arean 226,37 kvadratkilometer. Tännån som avvattnar avrinningsområdet mynnar i Ljusnan och vattnet når havet efter 398 kilometer. Avrinningsområdet består mestadels av skog (40 procent) och kalfjäll (35 procent). Avrinningsområdet har 1,59 kvadratkilometer vattenytor vilket ger det en sjöprocent på 12,8 procent. Bebyggelsen i området täcker en yta av 0,75 kvadratkilometer eller 6 procent av avrinningsområdet.